# 前翼珍珠贝
前翼珍珠贝（学名：Pteria antelata），是莺蛤目莺蛤科莺蛤属的一种。主要分布于中国大陆，常栖息在潮间带低潮线及潮线下浅水域，大多固着在柳珊瑚上。